# Angus Groom
Angus Groom (født 16. juni 1992 i Glasgow, Skotland) er en britisk roer.
Groom vandt en sølvmedalje i dobbeltfirer ved OL 2020 i Tokyo, sammen med Harry Leask, Tom Barras og Jack Beaumont. Briterne blev i finalen besejret med knap to sekunder af guldvinderne fra Holland, mens Australien vandt bronze.
Groom var også med i den britiske dobbeltfirer, der vandt EM-bronze ved EM 2019 i Luzern.

## OL-medaljer
- 2020:  Sølv i dobbeltfirer